# Grupo Suning Holdings
El grupo Suning Holdings Co., Ltd. (chino: 苏宁控股集团有限公司) es una empresa privada china. La empresa compartía al mismo fundador, Zhang Jindong, con la empresa cotizada Suning.com, pero Suning Holdings era la parte no cotizada del Grupo Suning no incorporado de Zhang. Según la Federación de Industria y Comercio de China, Suning Holdings Group se clasificó como la segunda empresa civil más grande de China continental en 2018.
La compañía también es famosa por la adquisición del Inter de Milán .
A partir de 2016 Suning Holdings poseía una participación accionaria del 3,33% en Suning.com, anteriormente conocido como Suning Commerce Group (chino: 苏宁云商集团) y Suning Appliance (chino: 苏宁电器股份).
Esas empresas también compartían casi el mismo nombre con la empresa hermana Suning Appliance Group (chino: 苏宁电器集团), en el que Zhang poseía una participación del 48.10% como segundo mayor accionista. Al 31 de diciembre de 2016, Suning Appliance Group era el segundo mayor accionista de Suning.com, después de Zhang. : 105 Suning Appliance Group era propiedad de ex altos funcionarios de Suning.com (incluido el propio Zhang) en 2002. Desde alrededor de 2015 hasta el 10 de abril de 2017, fue propiedad de Bu Yang (49.1 %), Zhang (48.1 %) y Sun Weimin (2.8 %), los tres altos funcionarios de Suning.com.
En 2020 ocupó el segundo lugar entre las 500 principales empresas no controladas por el estado de China con ingresos anuales de 665 259 millones de CNY y continuó encabezando la lista en la categoría de ventas minoristas por Internet.
El 28 de febrero de 2021, según Reuters, Suning.com vendió una participación del 23% a inversores del estado para mejorar la estructura de capital, una estrategia a largo plazo debido a problemas financieros.

## Operaciones
En junio de 2016, Suning Holdings firmó un acuerdo marco con el gobierno de la provincia de Shandong.

## Subsidiarios

### Suning Rundong
Suning Holdings, a través de la subsidiaria, Suning Rundong (chino: 苏宁润东股权投资管理有限公司; pinyin: Sūníng rùndōng gǔquán tóuzī guǎnlǐ yǒuxiàn gōngsī), se suscribió la ampliación de capital de Nubia Technology, afiliado de la compañía tecnológica china ZTE por CN¥1.930 mil millones en diciembre de 2015. Después del acuerdo, Suning Rundong poseía una participación del 33.33% en Nubia. Nubia Technology vendió un teléfono móvil de nombre "Nubia". En 2016, Nubia se convirtió en patrocinador de Jiangsu Suning FC, una empresa hermana de Suning Rundong, por CN¥150 millones. En abril de 2016, Suning Rundong vendió una participación del 4.90% en Nubia a Suning Commerce Group ( Suning.com ) por CN¥283.7 millones, proporcional al precio de suscripción original.
A partir de 2015, Suning Holdings poseía una participación del 70% en Suning Rundong, Suning.com poseía el 10% y Chen Yan (chino: 陈艳) poseía una participación del 20%. La participación que tenía Suning Holdings se incrementó al 80% en 2016, adquiriendo un 10% adicional de Suning.com. : 197 
Según China Daily, Suning Rundong tenía un fondo de inversión de 5 mil millones CNY.

### Suning Cultura Gestión de Inversiones
Suning Cultura Investment Management Co., Ltd. (chino: 苏宁文化投资管理有限公司) fue otro vehículo de inversión del grupo. A partir de 2015, un 90% de ésta le pertenecía a Suning Holdings Group y un 10% a Chen Yan.
Suning Culture Investment Management invirtió CN CN¥19,6 milliones por una participación del 10% en China International Broadcasting Network (CIBN; incorporada como chino: 国广东方网络（北京）有限公司  'Global Broadcasting - Oriental Network (Beijing) Co,. Limitado.' ), un canal de televisión por Internet . 
El 31 de octubre de 2015, Suning Culture Investment adquirió una participación del 68.08% en un sitio web de transmisión y alojamiento de videos: PPTV (la empresa matriz se incorporó como PPLive Corporation, la unidad local se incorporó como Shanghai SynaCast Media Tech) de Caymans-incorporated Great Universe Limited, una subsidiaria indirecta totalmente controlada de la compañía hermana Suning.com, por CN¥2.5879931 mil millones. PPTV aseguró los derechos exclusivos de China TV de La Liga durante 5 temporadas a mediados de 2015. 

### Suning Jinkong
Suning Jinkong (chino: 苏宁金控投资有限公司 'Suning Financial Holding and Investment Co., Ltd.' ) es un vehículo de inversión del grupo en el sector financiero.
Al 31 de diciembre de 2016, era propiedad en un 80% de Suning Holdings y en un 20% de Chen Yan. Además, todo el capital social desembolsado fue aportado por Suning Holdings.
Suning Jinkong compró el 35% de las acciones de Suning Jinfu (chino: 苏宁金融服务（上海）有限公司 'Suning Financial Services (Shanghái) Co,. Ltd.' ), por CN¥5.834 mil millones en abril de 2016.  Esa empresa era una subsidiaria de Suning.com . La participación del 35% se transfirió posteriormente a un fondo de capital privado Nanjing Runyu (chino: 南京润煜企业管理咨询中心（有限合伙）), el cual Suning.com afirmaba todavía estaba controlado por Suning Holdings. : 100, 268 Sin embargo, según el Sistema Nacional de Publicidad de Información Crediticia, CITIC Trust era titular de una participación del fondo de capital privado; Suning Rundong era el socio general del fondo, el cual incorporó la relación como una sociedad limitada .

### Suning Sports
Jiangsu Suning Sports (chino: 江苏苏宁体育产业有限公司), es una empresa conjunta de Suning Holdings y Suning Appliance Group . Suning Sports tenía un capital social de CN¥1 mil millones. Al 31 de diciembre de 2016, Suning Holdings poseía el 90 % de las acciones.
Suning Sports se convirtió en un inversionista ángel de Champdas (incorporado como chino: 上海创冰信息科技有限公司 'Shanghai Chuangbing Information Technology Co., Ltd.'), una empresa especializada en estadísticas deportivas en 2016. Suning Sports también nombró al entrenador de fútbol y exjugador Gong Lei como su director deportivo .
Jiangsu Suning Sports tenía una empresa hermana, Suning Sports International Limited, una empresa constituida en Hong Kong, la cual era la subsidiaria de Suning Culture Investment Management, incorporada el 26 de mayo de 2016.  Sin embargo, se sabía que Jiangsu Suning Sports había adquirido Suning Sports International el 30 de mayo de 2016.
El 28 de febrero de 2021, Suning Group inmediatamente detuvo las operaciones en sus clubes de fútbol chinos, incluidos los campeones Jiangsu FC, debido a problemas financieros.

### Inter de Milán
| \| \| \| \| \| \| \| \| \| {{{Zhang Jindong}}} \| {{{Zhang Jindong}}} \| {{{Zhang Jindong}}} \| {{{Zhang Jindong}}} \| {{{Zhang Jindong}}} \| {{{Zhang Jindong}}} \| \| \| {{{Zhang y otros dueños}}} \| {{{Zhang y otros dueños}}} \| {{{Zhang y otros dueños}}} \| {{{Zhang y otros dueños}}} \| {{{Zhang y otros dueños}}} \| {{{Zhang y otros dueños}}} \| \| \| \| \| \| \| \| \| \| \| \| \| \| \| \| \| \| \| \| \| \| \| \| \| \| \| \| {{{Zhang Jindong}}} \| {{{Zhang Jindong}}} \| {{{Zhang Jindong}}} \| {{{Zhang Jindong}}} \| {{{Zhang Jindong}}} \| {{{Zhang Jindong}}} \| \| \| {{{Zhang y otros dueños}}} \| {{{Zhang y otros dueños}}} \| {{{Zhang y otros dueños}}} \| {{{Zhang y otros dueños}}} \| {{{Zhang y otros dueños}}} \| {{{Zhang y otros dueños}}} \| \| \| \| \| \| \| \| \| \| \| \| \| \| \| \| \| \| \| \| \| \| \| \| \| \| \| \| {{{Suning Holdings Group Co., Ltd.}}} \| {{{Suning Holdings Group Co., Ltd.}}} \| {{{Suning Holdings Group Co., Ltd.}}} \| {{{Suning Holdings Group Co., Ltd.}}} \| {{{Suning Holdings Group Co., Ltd.}}} \| {{{Suning Holdings Group Co., Ltd.}}} \| \| \| {{{Suning Appliance Group Co., Ltd.}}} \| {{{Suning Appliance Group Co., Ltd.}}} \| {{{Suning Appliance Group Co., Ltd.}}} \| {{{Suning Appliance Group Co., Ltd.}}} \| {{{Suning Appliance Group Co., Ltd.}}} \| {{{Suning Appliance Group Co., Ltd.}}} \| \| \| \| \| \| \| \| \| \| \| \| \| \| \| \| \| \| \| \| \| \| \| \| \| \| \| \| {{{Suning Holdings Group Co., Ltd.}}} \| {{{Suning Holdings Group Co., Ltd.}}} \| {{{Suning Holdings Group Co., Ltd.}}} \| {{{Suning Holdings Group Co., Ltd.}}} \| {{{Suning Holdings Group Co., Ltd.}}} \| {{{Suning Holdings Group Co., Ltd.}}} \| \| \| {{{Suning Appliance Group Co., Ltd.}}} \| {{{Suning Appliance Group Co., Ltd.}}} \| {{{Suning Appliance Group Co., Ltd.}}} \| {{{Suning Appliance Group Co., Ltd.}}} \| {{{Suning Appliance Group Co., Ltd.}}} \| {{{Suning Appliance Group Co., Ltd.}}} \| \| \| \| \| \| \| \| \| \| \| \| \| \| \| \| \| \| \| \| \| \| \| \| \| \| \| \| \| \| \| \| \| \| \| \| \| \| \| \| \| \| \| \| \| \| \| \| \| \| \| \| \| \| \| \| \| \| \| \| \| \| \| \| \| \| \| \| \| {{{Jiansu Suning Sports Co., Ltd.}}} \| \| \| \| \| \| \| \| \| \| \| \| \| \| \| \| \| \| \| \| \| \| \| \| \| \| \| \| \| \| \| \| \| \| \| \| \| \| \| \| \| \| \| \| \| \| \| \| \| \| \| \| \| \| \| \| \| \| \| \| \| \| \| \| \| \| \| \| \| \| \| \| \| \| \| \| \| \| \| \| \| \| {{{Suning Sports International Ltd.}}} \| \| \| \| \| \| \| \| \| \| \| \| \| \| \| \| \| \| \| \| \| \| \| \| \| \| \| \| \| \| \| \| \| \| \| \| \| \| \| \| \| \| \| \| \| \| \| \| \| \| \| \| \| \| \| \| \| \| \| \| \| \| \| \| \| \| \| \| \| \| \| \| \| \| {{{International Sports Capital S.p.A (ver Erick Thohir)}}} \| {{{International Sports Capital S.p.A (ver Erick Thohir)}}} \| {{{International Sports Capital S.p.A (ver Erick Thohir)}}} \| {{{International Sports Capital S.p.A (ver Erick Thohir)}}} \| {{{International Sports Capital S.p.A (ver Erick Thohir)}}} \| {{{International Sports Capital S.p.A (ver Erick Thohir)}}} \| \| \| {{{Great Horizon S.á.r.l}}} \| {{{Great Horizon S.á.r.l}}} \| {{{Great Horizon S.á.r.l}}} \| {{{Great Horizon S.á.r.l}}} \| {{{Great Horizon S.á.r.l}}} \| {{{Great Horizon S.á.r.l}}} \| \| \| {{{Otros (Pirelli, otros descendientes de Angelo Moratti, etc.)}}} \| {{{Otros (Pirelli, otros descendientes de Angelo Moratti, etc.)}}} \| {{{Otros (Pirelli, otros descendientes de Angelo Moratti, etc.)}}} \| {{{Otros (Pirelli, otros descendientes de Angelo Moratti, etc.)}}} \| {{{Otros (Pirelli, otros descendientes de Angelo Moratti, etc.)}}} \| {{{Otros (Pirelli, otros descendientes de Angelo Moratti, etc.)}}} \| \| \| \| \| \| \| \| \| \| \| \| \| \| \| \| \| \| \| \| {{{International Sports Capital S.p.A (ver Erick Thohir)}}} \| {{{International Sports Capital S.p.A (ver Erick Thohir)}}} \| {{{International Sports Capital S.p.A (ver Erick Thohir)}}} \| {{{International Sports Capital S.p.A (ver Erick Thohir)}}} \| {{{International Sports Capital S.p.A (ver Erick Thohir)}}} \| {{{International Sports Capital S.p.A (ver Erick Thohir)}}} \| \| \| {{{Great Horizon S.á.r.l}}} \| {{{Great Horizon S.á.r.l}}} \| {{{Great Horizon S.á.r.l}}} \| {{{Great Horizon S.á.r.l}}} \| {{{Great Horizon S.á.r.l}}} \| {{{Great Horizon S.á.r.l}}} \| \| \| {{{Otros (Pirelli, otros descendientes de Angelo Moratti, etc.)}}} \| {{{Otros (Pirelli, otros descendientes de Angelo Moratti, etc.)}}} \| {{{Otros (Pirelli, otros descendientes de Angelo Moratti, etc.)}}} \| {{{Otros (Pirelli, otros descendientes de Angelo Moratti, etc.)}}} \| {{{Otros (Pirelli, otros descendientes de Angelo Moratti, etc.)}}} \| {{{Otros (Pirelli, otros descendientes de Angelo Moratti, etc.)}}} \| \| \| \| \| \| \| \| \| \| \| \| \| \| \| \| \| \| \| \| \| \| \| \| \| \| \| \| \| \| \| \| \| \| \| \| \| \| \| \| \| \| \| \| \| \| \| \| \| \| \| \| \| \| \| \| \| \| \| \| \| \| \| \| \| \| \| \| \| {{{F.C. Internazionale Milano S.p.A}}} \| \| \| \| \| \| \| \| \| \| \| \| \| \| \| \| \| \| \| \| \| \| \| \| \| \| \| \| \| \| \| \| |                                                             |                                                             |                                                             |                                                             |                                                             |  |  |                                        |                                       |                                       |                                       |                                       |                                       |  |  |                                                                    |                                                                    |                                                                    |                                                                    |                                                                    |                                                                    |  |  |  |  |  |  |  |  |  |  |  |  |  |  |  |  |  |  |
| |                                                             |                                                             |                                                             |                                                             |                                                             |  |  | {{{Zhang Jindong}}}                    | {{{Zhang Jindong}}}                   | {{{Zhang Jindong}}}                   | {{{Zhang Jindong}}}                   | {{{Zhang Jindong}}}                   | {{{Zhang Jindong}}}                   |  |  | {{{Zhang y otros dueños}}}                                         | {{{Zhang y otros dueños}}}                                         | {{{Zhang y otros dueños}}}                                         | {{{Zhang y otros dueños}}}                                         | {{{Zhang y otros dueños}}}                                         | {{{Zhang y otros dueños}}}                                         |  |  |  |  |  |  |  |  |  |  |  |  |  |  |  |  |  |  |
| |                                                             |                                                             |                                                             |                                                             |                                                             |  |  | {{{Zhang Jindong}}}                    | {{{Zhang Jindong}}}                   | {{{Zhang Jindong}}}                   | {{{Zhang Jindong}}}                   | {{{Zhang Jindong}}}                   | {{{Zhang Jindong}}}                   |  |  | {{{Zhang y otros dueños}}}                                         | {{{Zhang y otros dueños}}}                                         | {{{Zhang y otros dueños}}}                                         | {{{Zhang y otros dueños}}}                                         | {{{Zhang y otros dueños}}}                                         | {{{Zhang y otros dueños}}}                                         |  |  |  |  |  |  |  |  |  |  |  |  |  |  |  |  |  |  |
| |                                                             |                                                             |                                                             |                                                             |                                                             |  |  | {{{Suning Holdings Group Co., Ltd.}}}  | {{{Suning Holdings Group Co., Ltd.}}} | {{{Suning Holdings Group Co., Ltd.}}} | {{{Suning Holdings Group Co., Ltd.}}} | {{{Suning Holdings Group Co., Ltd.}}} | {{{Suning Holdings Group Co., Ltd.}}} |  |  | {{{Suning Appliance Group Co., Ltd.}}}                             | {{{Suning Appliance Group Co., Ltd.}}}                             | {{{Suning Appliance Group Co., Ltd.}}}                             | {{{Suning Appliance Group Co., Ltd.}}}                             | {{{Suning Appliance Group Co., Ltd.}}}                             | {{{Suning Appliance Group Co., Ltd.}}}                             |  |  |  |  |  |  |  |  |  |  |  |  |  |  |  |  |  |  |
| |                                                             |                                                             |                                                             |                                                             |                                                             |  |  | {{{Suning Holdings Group Co., Ltd.}}}  | {{{Suning Holdings Group Co., Ltd.}}} | {{{Suning Holdings Group Co., Ltd.}}} | {{{Suning Holdings Group Co., Ltd.}}} | {{{Suning Holdings Group Co., Ltd.}}} | {{{Suning Holdings Group Co., Ltd.}}} |  |  | {{{Suning Appliance Group Co., Ltd.}}}                             | {{{Suning Appliance Group Co., Ltd.}}}                             | {{{Suning Appliance Group Co., Ltd.}}}                             | {{{Suning Appliance Group Co., Ltd.}}}                             | {{{Suning Appliance Group Co., Ltd.}}}                             | {{{Suning Appliance Group Co., Ltd.}}}                             |  |  |  |  |  |  |  |  |  |  |  |  |  |  |  |  |  |  |
| |                                                             |                                                             |                                                             |                                                             |                                                             |  |  |                                        |                                       |                                       |                                       |                                       |                                       |  |  |                                                                    |                                                                    |                                                                    |                                                                    |                                                                    |                                                                    |  |  |  |  |  |  |  |  |  |  |  |  |  |  |  |  |  |  |
| |                                                             |                                                             |                                                             |                                                             |                                                             |  |  | {{{Jiansu Suning Sports Co., Ltd.}}}   |                                       |                                       |                                       |                                       |                                       |  |  |                                                                    |                                                                    |                                                                    |                                                                    |                                                                    |                                                                    |  |  |  |  |  |  |  |  |  |  |  |  |  |  |  |  |  |  |
| |                                                             |                                                             |                                                             |                                                             |                                                             |  |  |                                        |                                       |                                       |                                       |                                       |                                       |  |  |                                                                    |                                                                    |                                                                    |                                                                    |                                                                    |                                                                    |  |  |  |  |  |  |  |  |  |  |  |  |  |  |  |  |  |  |
| |                                                             |                                                             |                                                             |                                                             |                                                             |  |  | {{{Suning Sports International Ltd.}}} |                                       |                                       |                                       |                                       |                                       |  |  |                                                                    |                                                                    |                                                                    |                                                                    |                                                                    |                                                                    |  |  |  |  |  |  |  |  |  |  |  |  |  |  |  |  |  |  |
| |                                                             |                                                             |                                                             |                                                             |                                                             |  |  |                                        |                                       |                                       |                                       |                                       |                                       |  |  |                                                                    |                                                                    |                                                                    |                                                                    |                                                                    |                                                                    |  |  |  |  |  |  |  |  |  |  |  |  |  |  |  |  |  |  |
| {{{International Sports Capital S.p.A (ver Erick Thohir)}}} | {{{International Sports Capital S.p.A (ver Erick Thohir)}}} | {{{International Sports Capital S.p.A (ver Erick Thohir)}}} | {{{International Sports Capital S.p.A (ver Erick Thohir)}}} | {{{International Sports Capital S.p.A (ver Erick Thohir)}}} | {{{International Sports Capital S.p.A (ver Erick Thohir)}}} |  |  | {{{Great Horizon S.á.r.l}}}            | {{{Great Horizon S.á.r.l}}}           | {{{Great Horizon S.á.r.l}}}           | {{{Great Horizon S.á.r.l}}}           | {{{Great Horizon S.á.r.l}}}           | {{{Great Horizon S.á.r.l}}}           |  |  | {{{Otros (Pirelli, otros descendientes de Angelo Moratti, etc.)}}} | {{{Otros (Pirelli, otros descendientes de Angelo Moratti, etc.)}}} | {{{Otros (Pirelli, otros descendientes de Angelo Moratti, etc.)}}} | {{{Otros (Pirelli, otros descendientes de Angelo Moratti, etc.)}}} | {{{Otros (Pirelli, otros descendientes de Angelo Moratti, etc.)}}} | {{{Otros (Pirelli, otros descendientes de Angelo Moratti, etc.)}}} |  |  |  |  |  |  |  |  |  |  |  |  |  |  |  |  |  |  |
| {{{International Sports Capital S.p.A (ver Erick Thohir)}}} | {{{International Sports Capital S.p.A (ver Erick Thohir)}}} | {{{International Sports Capital S.p.A (ver Erick Thohir)}}} | {{{International Sports Capital S.p.A (ver Erick Thohir)}}} | {{{International Sports Capital S.p.A (ver Erick Thohir)}}} | {{{International Sports Capital S.p.A (ver Erick Thohir)}}} |  |  | {{{Great Horizon S.á.r.l}}}            | {{{Great Horizon S.á.r.l}}}           | {{{Great Horizon S.á.r.l}}}           | {{{Great Horizon S.á.r.l}}}           | {{{Great Horizon S.á.r.l}}}           | {{{Great Horizon S.á.r.l}}}           |  |  | {{{Otros (Pirelli, otros descendientes de Angelo Moratti, etc.)}}} | {{{Otros (Pirelli, otros descendientes de Angelo Moratti, etc.)}}} | {{{Otros (Pirelli, otros descendientes de Angelo Moratti, etc.)}}} | {{{Otros (Pirelli, otros descendientes de Angelo Moratti, etc.)}}} | {{{Otros (Pirelli, otros descendientes de Angelo Moratti, etc.)}}} | {{{Otros (Pirelli, otros descendientes de Angelo Moratti, etc.)}}} |  |  |  |  |  |  |  |  |  |  |  |  |  |  |  |  |  |  |
| |                                                             |                                                             |                                                             |                                                             |                                                             |  |  |                                        |                                       |                                       |                                       |                                       |                                       |  |  |                                                                    |                                                                    |                                                                    |                                                                    |                                                                    |                                                                    |  |  |  |  |  |  |  |  |  |  |  |  |  |  |  |  |  |  |
| |                                                             |                                                             |                                                             |                                                             |                                                             |  |  | {{{F.C. Internazionale Milano S.p.A}}} |                                       |                                       |                                       |                                       |                                       |  |  |                                                                    |                                                                    |                                                                    |                                                                    |                                                                    |                                                                    |  |  |  |  |  |  |  |  |  |  |  |  |  |  |  |  |  |  |

En febrero de 2021, según el Financial Times, el Inter de Milán está trabajando con Goldman Sachs y se apresura a recaudar al menos 200 millones de dólares en efectivo de emergencia o vender el club, después de que las finanzas del club de fútbol italiano se deterioraran debido a la pandemia y al fuerte gasto en los mejores jugadores.
El 2 de mayo de 2021, a cuatro días del final del campeonato de la Serie A, consiguió el decimonoveno campeonato en la historia del club, 11 años después del triunfo de la temporada 009-2010. El grupo Suning, en el quinto año de gestión de la empresa, tras el segundo puesto en la liga doméstica de la temporada 2019-2020 y la derrota en la final de la UEFA Europa League, es la primera propiedad extranjera en ganar el Scudetto en Italia y la primera empresa china en ganar en Europa. A mediados de mayo de 2021, el Inter firmó un contrato de 275 millones de euros (336 millones de dólares) con Oaktree Capital Management, con sede en EE. UU., con la esperanza de que el acuerdo ayude a las finanzas del equipo, dañadas por la pandemia de COVID-19 . El fondo otorgó el préstamo a Great Horizon Sarl, la sociedad de cartera con sede en Luxemburgo a través de la cual Suning controla al Inter.
En los primeros cinco años de gestión de Suning, el valor de la empresa alcanza un +120% (segundo mejor rendimiento en Europa ), se gastan más de 500 millones de euros en el mercado, se alcanzan los 500 millones de fanáticos en todo el mundo y el mayor crecimiento en toda Europa de seguidores en redes sociales (+232%) y también se crean nuevas infraestructuras como la casa club en el polideportivo, la Inter media house, el centro para el sector juvenil y la nueva sede en Viale della Liberazione, Milán.

## Caridad
La filosofía de bienestar público de Suning es "Arraigar la sociedad y hacer crecer el negocio". La acción voluntaria del trabajador social de Suning "1 + 1 Sunshine Walk" invita a los empleados de Suning a asumir una responsabilidad social voluntaria. Al menos un día al año se dedica al voluntariado social y al menos un día de salario se dona al año para donaciones de asistencia pública. Además de donar a la caridad, Suning también inició la "Acción de anidamiento de Suning" para construir edificios escolares en áreas pobres; el "Proyecto Suning Xiqiao" para ayudar a realizar reparaciones en áreas remotas para resolver dificultades de viaje y financiar la educación rural "Suning Sunny Dream". Además, Suning Appliance patrocina anualmente actividades de plantación de árboles en varias regiones de China.
El 26 de diciembre de 2013, siguiendo la tradición del bienestar público, Suning hizo donaciones de caridad, incluyendo una donación de 36.95 millones de yuanes. En agosto de 2016, Suning, quien recientemente se volvió el principal accionista de Inter, donó € 200,000 para ayudar a las personas afectadas por el terremoto en Italia central
En enero de 2020, con la propagación de la pandemia de COVID-19, Suning Holdings Group se movilizó a través de las divisiones de "Suning International" y "Suning Logistics", apoyó los esfuerzos de socorro desde el comienzo de la emergencia, con servicios de envío gratuitos y donaciones de productos importados de en el extranjero a hospitales e instituciones locales. El presidente Zhang Kangyang, el club Inter y Suning han donado 300,000 equipos de protección personal y mascarillas quirúrgicas a Wuhan y al hospital de Hubei, para apoyar la lucha contra la pandemia de COVID-19.
El 25 de febrero de 2021, Suning Group recibió por sexta vez los "China Charity Awards", el máximo reconocimiento en este campo, por continuar con sus esfuerzos en la lucha contra la pobreza . Suning ha donado más de CN¥2,300 millones para la reducción de la pobreza y la revitalización rural, con CN¥850 millones destinados a iniciativas especiales. Suning ha donado fondos y equipos a 388 condados empobrecidos en más de 20 provincias, incluidas Yunnan, Sichuan, Guizhou, Xinjiang y Shaanxi . La empresa ha construido 170 puentes Suning, 160 centros Suning Dream, 74 edificios escolares Suning, ayudando a resolver los problemas de educación básica y vivienda para más de 100,000 niños en edad escolar en las zonas rurales del país, 20 carreteras y muchos otros proyectos de interés público. Además, su programa benéfico de fútbol cubre más de 300 escuelas, mientras que el proyecto Dream Caravan-Suning para llevar la educación a estudiantes de todo el país ya ha llegado a 60 escuelas, iniciando decenas de cursos educativos. Ha abierto más de 7,000 tiendas de comercio electrónico y ha creado canales para ayudar a los agricultores a vender sus productos en pabellones digitales. Las ventas totales superaron los CN¥14,000 millones, destinados a más de 10,000 pueblos afectados por la pobreza y ayudando a más de 500,000 familias. La compañía también inauguró 116 centros de capacitación para la reducción de la pobreza en 111 condados muy afectados, que emplean a más de 6,000 personas.

## Datos financieros
| Año      | 2010   | 2011   | 2012   | 2013   | 2014   | 2015   | 2016   | 2017   | 2018   | 2019   | 2020   |
| -------- | ------ | ------ | ------ | ------ | ------ | ------ | ------ | ------ | ------ | ------ | ------ |
| Ganancia | 117.60 | 156.20 | 194.70 | 232.72 | 279.81 | 282.90 | 350.29 | 412.95 | 557.88 | 602.46 | 665.26 |

## Empresas hermanas
- Suning Real Estate, Zhang poseía una participación del 65%
- Suning Appliance Group, Zhang poseía una participación del 48,1% como el segundo mayor accionista
- Suning.com, Zhang poseía una participación del 17,62% directamente